# Guatteria boliviana
Guatteria boliviana este o specie de plante angiosperme din genul Guatteria, familia Annonaceae, descrisă de Hubert J.P. Winkler. Conform Catalogue of Life specia Guatteria boliviana nu are subspecii cunoscute.